# Demetrius Shipp Jr.
Demetrius Shipps Jr. (Carson, 20 de novembro de 1988) é um ator americano. Seu papel mais famoso é o de Tupac Shakur no filme biográfico All Eyez on Me.
Shipp foi lançado no papel de Tupac em 2011, depois que um amigo sugeriu que ele audição em 2011, dada a sua forte semelhança com o lendário artista do hip-hop. Shipp comentou em uma entrevista que ele "nunca aspirou a agir". [5] [6] A fotografia principal para o filme não começou até 2015, e foi lançado em junho de 2017. [7] O pai de Shipp trabalhou com Tupac Shakur no álbum de 1996 The Don Killuminati: The 7 Day Theory sobre a música "Toss It Up". [8] [9]
Shipp trabalhou na Target and Dish Network antes de sua carreira de ator.